# Fapad
A Fapad 2014 és 2015 között vetített magyar televíziós vígjátéksorozat, amit Zomborácz Virág, Fazakas Péter és László Péter rendezett. A főbb szerepekben Anger Zsolt, Gados Béla, Gosztonyi Csaba, Kovács Vanda, Andrássy Máté, Lengyel Tamás, Janklovics Péter, Dobó Kata, Rezes Judit, Járai Máté, Tóth Eszter, Mészáros Piroska és Téby Zita látható. Egy fiktív fapados légitársaság, az Air Horse életét mutatja be.
A sorozatot az MTVA M1 csatornája mutatta be, először 2014. október 5-én. 2015. március 15. után a sorozat, az összes szórakoztató és kulturális műsorral együtt átkerült a Dunára.

## Történet
Szemlő Róbert kétes hírű vállalkozóként úgy döntött, hogy felhagy az állatifehérje-feldolgozó biznisszel, és egy még jövedelmezőbb üzletbe fog: légitársaságot alapít, amely hozzá hasonlóan kétes eredetű, fél-legális pénzek kifehérítésére is alkalmas lehet.

## Szereplők

### Főszereplők
| Karakter                     | Színész          | Megjegyzés          |
| ---------------------------- | ---------------- | ------------------- |
| Szemlő Róbert                | Anger Zsolt      | vezérigazgató       |
| Halapczák Antal              | Gados Béla       | utasellátó igazgató |
| Paczolányi Imre              | Gosztonyi Csaba  | műszaki igazgató    |
| Fedor Barbara                | Kovács Vanda     | marketing igazgató  |
| Blahovits Iván               | Andrássy Máté    | biztonsági igazgató |
| Kálóczy Andor                | Lengyel Tamás    | vezető pilóta       |
| Spéter Géza                  | Janklovics Péter | első tiszt          |
| Tartós Helga                 | Dobó Kata        | kapitány            |
| Répássyné Vígh Aletta Kincső | Rezes Judit      | első tiszt          |
| Rakonczay Rajmund            | Járai Máté       | légiutas-kísérő     |
| Kandl Viktória               | Tóth Eszter      | légiutas-kísérő     |
| Széphalmi Róza               | Mészáros Piroska | légiutas-kísérő     |
| Balák Mónika                 | Téby Zita        | légiutas-kísérő     |

### Mellékszereplők
| Karakter          | Színész           | Megjegyzés             |
| ----------------- | ----------------- | ---------------------- |
| Kővágó Kinga      | Bartsch Kata      | asszisztens            |
| Csalog Szilárd    | Végh Zsolt        | pénzügyi igazgató      |
| Jámborszky Yvette | Takács Nóra Diána | utasforgalmi munkatárs |
| Fabók Kierán      | Haumann Máté      | utasforgalmi munkatárs |
| Stahler Norbert   | Vida Péter        | légiirányító           |
| Nánási Péter      | Pindroch Csaba    | légiirányító           |
| Csíkós Mózes      | Tóth Szabolcs     | repülőgépszerelő       |
| Csíkós Károly     | Galló Ernő        | repülőgépszerelő       |
| Tömő Krisztián    | Lengyel Ferenc    | reptéri solymász       |

### Epizódszereplők
- Andai Katalin – idős néni
- Andrádi Zsanett – női utas
- Bajomi Nagy György – negyvenöt körüli férfi
- Bakonyi Alexa – kumcsida hívő
- Bánovits Vivianne – lány
- Bodor Géza – apuka
- Bordán Irén – elegáns nő
- Csiby Gergely – hátizsákos utas
- Csillag Botond – machetés utas
- Csonka András – férfi utas
- Csonka Ibolya – Vágné Sellye Edit
- Dolmány Attila – Zsolt
- Eke Angéla – női utas
- Erdélyi Mária – idős hölgy
- Fábián Gábor – harmincas férfi utas
- Farkas Gergő – kövér utas
- Farkas Viktória – negyvenes nő
- Fekete Gizi – idős hölgy
- Ferencz Gabriella – feleség
- Feuer Yvette – csillagszórós anyuka
- Gula Péter – utas
- Hay Anna – bőröndtulajdonos nő
- Helyes Georgina – negyven körüli nő
- Horváth Ákos –férj
- Ifj. Jászai László – hitelező
- Juhász István – csomagátvizsgáló
- Kajtár Róbert – idős utas
- Kálmánchelyi Zoltán – csillagszórós apuka
- Karalyos Gábor – menedzser
- Kárász Zénó – hőbörgő utas
- Kovács Molnár József – középkorú úr
- Kovalik Ágnes – terhes nő
- Köllő Babett – női utas
- Láng Balázs – utas
- Losonczi Kata – pocimanó anyuka
- Major Melinda – negyvenes nő
- Marjai Virág – női utas
- Medve József – Maczkó József
- Mesés Gáspár – diák
- Mészáros Béla – Prodan
- Nagy Mari – Kandlné
- Ostorházi Bernadett – egyetemista lány
- Ozsgyáni Mihály – utas
- Pál András – katona
- Pap Katalin – anyuka
- Papp Endre – diák
- Péter Karola – női utas
- Péter Kata - Losonczy Vivienne
- Pintér Gábor – második utas
- Rácz Tibor – idősebb férfi
- Ralph Berkin – külföldi utas
- Straub Péter – sajtós
- Szaksz Gabriella – anya
- Szatmári Attila – utas kis bőrönddel
- Tánczos Adrienn – női utas
- Urbanovits Krisztina – Látóné Pér Klára
- Venczel Valentin – platinum utas
- Zalányi Gyula – Kandl Pál

## Epizódok
A sorozat első részét 2014. október 3-án mutatta be az M1. 2014. december 28-án szünetre vonult, majd 2015. március 18-án folytatódott a Dunán.
| Sor. | Év. | Cím                         | Premier            |
| ---- | --- | --------------------------- | ------------------ |
| 1.   | 1.  | Sajtótájékoztató            | 2014. október 5.   |
| 2.   | 2.  | Csapatösszeszedés           | 2014. október 12.  |
| 3.   | 3.  | Tesztrepülés                | 2014. október 19.  |
| 4.   | 4.  | A kiképzés                  | 2014. október 26.  |
| 5.   | 5.  | A törölt járat              | 2014. november 2.  |
| 6.   | 6.  | A beugró                    | 2014. november 16. |
| 7.   | 7.  | Slim fit                    | 2014. november 23. |
| 8.   | 8.  | Áprilisi tréfák             | 2014. november 30. |
| 9.   | 9.  | A légitor                   | 2014. december 7.  |
| 10.  | 10. | Medvefrigy                  | 2014. december 14. |
| 11.  | 11. | Az elkárhozás               | 2014. december 21. |
| 12.  | 12. | Mikulásjárat                | 2014. december 28. |
| 13.  | 13. | Fogyasztóvédelmi ellenőrzés | 2015. március 18.  |
| 14.  | 14. | Az év dolgozója             | 2015. március 25.  |
| 15.  | 15. | Ételmérgezés                | 2015. április 1.   |
| 16.  | 16. | A VIP vendég                | 2015. április 8.   |
| 17.  | 17. | Lánykérés                   | 2015. április 15.  |
| 18.  | 18. | Munkakörcsere               | 2015. április 22.  |
| 19.  | 19. | Egy átlagos nap             | 2015. április 29.  |
| 20.  | 20. | Burgaszi kitérő             | 2015. május 6.     |
| 21.  | 21. | Retorzió                    | 2015. május 13.    |
| 22.  | 22. | Az intelligens légitársaság | 2023. január 20.   |
| 23.  | 23. | Rémálom                     | 2015. május 27.    |
| 24.  | 24. | Bukórepülés                 | 2015. június 3.    |